# Anton Weber (Regisseur)
Anton Weber, auch Toni Weber oder Antoine Weber genannt (* 30. August 1904 in Bollschweil; † 4. Juni 1979 in Fréland, Elsass, Frankreich), war ein deutscher Filmarchitekt, Regisseur, Drehbuchautor und Fotograf.

## Leben
Anton Weber, 1904 in Bollschweil nahe Freiburg im Breisgau geboren, absolvierte in Karlsruhe ein Studium der Malerei bei Karl Hubbuch, dabei arbeitete er auch im Redaktions-Team der Künstlerzeitschrift Zakpo mit. Ab 1931 war er mit der Künstlerin Marta Kuhn-Weber verheiratet.
1934 begann er in Berlin eine Ausbildung als Filmarchitekt bei Robert Herlth. Von 1936 bis 1945 war Weber für die Bauten zahlreicher Ufa-Produktionen verantwortlich, darunter La Habanera von Detlef Sierck und Unter den Brücken von Helmut Käutner.
Nach dem Krieg betätigte er sich in Freiburg im Breisgau auch – häufig unter Pseudonym – als Kurzfilm-Regisseur und Autor von Hörspielen. 1965 übersiedelte er nach Fréland in die elsässischen Vogesen, wo er unter dem Künstlernamen Antoine Weber in Zusammenarbeit mit der Schauspielerin Edith Lechtape neue fotografische Konzepte entwickelte (laboratoire imagier).

## Ausstellungen
- 2002: Cross Over – Schnittstellen zwischen Fotografie und Malerei, Volksbad Buckau (Magdeburg), 20. April–9. Juni 2002
- 2005: Künstler-Galerie: Anton Weber, Filmmuseum Potsdam, 17. Februar–16. Mai 2005[2]

## Filmografie (Auswahl)

### Regisseur
- 1950–1952: Wasser, Mythos eines Elementes
- 1951: Im Zauberland der Liebe
- 1958: Abenteuerliche Reise
- 1960: Von Kopf zu Kopf
- 1961: Altes Eisen
- 1962: Ein Sommernachmittag
- 1963: Aufbau der Illusionen

### Produktion
- 1949: Wohin die Züge fahren
- 1949: Nach Regen scheint Sonne

### Drehbuch
- Aufbau der Illusionen (1962/1963)
- Ein Sommernachmittag (1961/1962)
- Altes Eisen (1961)
- Von Kopf zu Kopf (1960)
- Nach Regen scheint Sonne (1949)

### Schnitt
- Aufbau der Illusionen (1962/1963)
- Abenteuerliche Reise (1958)
- Wasser, Mythos eines Elementes (1950–1952)

### Szenenbilder
- 1936: Savoy-Hotel 217
- 1937: Ball im Metropol
- 1939: Kongo-Express
- 1939: Heimatland
- 1944: Ein fröhliches Haus